# Kærby (Aalborg)
 For alternative betydninger, se Kærby. (Se også artikler, som begynder med Kærby)
Kærby er et kvarter i Aalborg en kilometer syd for Aalborg Centrum. Der er 1.922 indbyggere i Kærby (2012). Kærby ligger i Ansgars Sogn. Kærby grænser mod vest op til Hobrovejskvarteret, mod nord Aalborg Centrum, mod øst Vejgaard og mod syd Gug. I Kærby ligger Kærbyskolen.

## Links
- Kærbyskolen